# 厦门理工学院
厦门理工学院是一所位于中华人民共和国福建省厦门市的全日制公立本科大学，实行福建省人民政府与厦门市人民政府共管，以厦门市为主的管理机制；厦门理工学院创建于1981年10月，原名鹭江职业大学。2004年，经中华人民共和国教育部批准升格为本科院校，并使用现名厦门理工学院。

## 校区
厦门理工学院共有两个校区：思明校区和集美校区。
2025年7月厦门市发改委正式批复厦门理工学院同安校区一期工程可行性研究报告 项目位于同安区西南部天马山脉砖仔山的东北山脚，苏颂大道（新324国道）以南，集兴西路以西、土楼南二路以北，总用地面积31.156公顷，预计于2028年12月建成

## 院系设置
- 机械工程系
- 建筑工程系
- 电子与电气工程系
- 计算机科学与技术系
- 环境工程系
- 数理系
- 商学系
- 管理科学系
- 外语系
- 文化传播系
- 设计艺术系
- 人文社科系
- 空间信息科学与工程系
- 公共体育部
- 软件学院
- 继续教育学院
- 国际教育学院
- 数字创意学院
- 软件与信息服务外包学院